# Ichiya Kumagae
Ichiya Kumagae (熊谷 一弥, Kumagai Ichiya), né le 10 septembre 1890, mort le 16 août 1968 à Ōmuta, est un joueur de tennis japonais.

## Carrière
En 1914 il perd en demi finale du tournoi de Manille aux Philippines contre l'américain Elia Fottrell. En 1915 il remporte le tournoi de Shanghai en Chine contre le Philippin Ph. Klimanek. En 1916 il revient à Manille et remporte le tournoi face à l'américain Clarence Griffin.
Il est le premier Japonais à jouer dans un tournoi du Grand Chelem. Lors du premier tour de ses premiers Internationaux des États-Unis en 1916 il inflige un 6-0, 6-0, 6-0 à l'américain Danforth Geer puis en 1918 il atteint les demi-finales où il perd face à l'américain Bill Tilden (6-2, 6-2, 6-0). Il faudra attendre 96 ans pour qu'en 2014, un autre Japonais, Kei Nishikori, n'atteigne également les demi-finales de l'US Open (finale). En 1919 il échoue encore contre Bill Tilden, cette fois en 1/4 en 5 sets (6-4, 6-1, 1-6, 4-6, 6-2).
Il est le premier médaillé olympique de l'histoire de son pays. Il remporte la médaille d'argent aux Jeux olympiques d'été de 1920 à Anvers, en simple et en double. En simple, il perd en finale contre Louis Raymond 7-5, 4-6, 5-7, 4-6. Il perd en double au même stade (avec Seiichiro Kashio) contre la paire britannique Turnbull/Woosnam 2-6, 7-5, 5-7, 5-7. Aucun japonais n'a à ce jour mieux réussi, c'est-à-dire remporté les médailles d'or de tennis en simple ou double. Cette année-là il gagne le tournoi de Palm Beach en Floride contre Craig Biddle en battant au passage Arthur Gore en quart de finale ainsi que son compatriote Seiichiro Kashio en demi finale (tous les autres engagés sont américains).
Pour la première participation de son pays à la Coupe Davis en 1921, il est nommé capitaine de l'équipe pour laquelle il joue également. Le Japon bat l'Inde puis l'Australasie et parvient en finale (Challenge Round), ce qui plus de 100 ans plus tard n'a pas été réédité, mais échoue contre les États-Unis (5-0).
En 1922, il arrête le tennis pour des raisons familiale et travaille chez Mitsubishi puis en 1951 il redevient capitaine de l'équipe de Coupe Davis.